# Джигме Чоеда
Тулку Джигме Чоеда (род. 1955) — 70-й Дже Кхемпо Бутана.

## Биография
Родившийся 22 августа 1955 года в Лхунце.
С восьми лет жил в индийском монастыре города Дарджилинг. Был рукоположен в монахи и учился
Джигме Чоеда присоединился к монастырю Друк Санга Чхолинг в Дарджилинге, Индия, в возрасте восьми лет. Он был рукоположен в монахи по поручению Друкпы Тукси Ринпоче, а затем учился у Дуджом Ринпоче в Индии. В возрасте 15 лет вернулся в Бутан, где продолжил обучение у бутанских учителей, освоил практику Махамудра и методы медитации.
Был назначен главой монастыря Танго, преподавал язык и буддийскую философию. В 1986 году назначен Drapoi Lopen Dratshang Lhentshog и ушел в отставку в 1990 году. В 1995 году Четвёртый король Бутана назначил Джигме Чхоеда Dorji Lopen.
18 декабря 2018 года Джигме Чоеда был награждён орденом Драконового короля.